# Miguel Vítor
Miguel Ângelo Leonardo Vítor (Hebreeuws: מיגל אנז'לו לאונרדו ויטור) (Torres Vedras, 30 juni 1989) is een Israëlisch-Portugees voetballer die doorgaans speelt als centrale verdediger. In juli 2016 verruilde hij PAOK Saloniki voor Hapoel Beër Sjeva. Vítor maakte in 2022 zijn debuut in het Israëlisch voetbalelftal.

## Clubcarrière
Vítor speelde in de jeugd van Torreense en in 2000 werd hij opgenomen in de opleiding van Benfica. Bij die club mocht hij aan het begin van het seizoen 2007/08 zijn debuut maken in het eerste elftal. In de Primeira Liga tegen Vitória de Guimarães en in de Champions League tegen FC Kopenhagen speelde hij door blessures van vaste basisspelers Luisão en David Luiz. Aan het einde van dat seizoen werd Vítor samen met Romeu Ribeiro op huurbasis bij Aves gestald. De eerste jaargang na zijn terugkeer speelde hij nog zestien competitiewedstrijden, maar het jaar erop slechts twee. Hierop werd de centrumverdediger in juli 2010 voor één seizoen verhuurd aan Leicester City. Na zijn tweede terugkeer bij Benfica werd de Portugees door manager Jorge Jesus teruggezet naar het tweede elftal.
Aan het einde van het seizoen 2012/13 verliet Vítor Benfica, nadat zijn verbintenis ten einde was gekomen. Hierop verkaste hij naar PAOK Saloniki, waar hij voor drie jaar tekende. Drie jaar lang was de Portugees een basisspeler in de Griekse defensie en hij kwam tot drieëntachtig optredens in de competitie. In de zomer van 2016 kreeg hij geen nieuw contract van de clubleiding. Diezelfde zomer ging hij naar het Israëlische Hapoel Beër Sjeva, waar hij zijn handtekening zette onder een verbintenis voor de duur van drie seizoenen. Deze werd later meerdere keren verlengd en in mei 2024 werd een contract tot medio 2026 getekend.

## Clubstatistieken
| Seizoen | Club              | Competitie    | Competitie | Competitie | Beker | Beker | Internationaal | Internationaal | Totaal | Totaal |
| Seizoen | Club              | Competitie    | Wed.       | Dlp.       | Wed.  | Dlp.  | Wed.           | Dlp.           | Wed.   | Dlp.   |
| ------- | ----------------- | ------------- | ---------- | ---------- | ----- | ----- | -------------- | -------------- | ------ | ------ |
| 2007/08 | Benfica           | Primeira Liga | 2          | 0          | 0     | 0     | 2              | 0              | 4      | 0      |
| 2007/08 | → Aves            | Segunda Liga  | 7          | 0          | 1     | 0     | —              | —              | 8      | 0      |
| 2008/09 | Benfica           | Primeira Liga | 16         | 0          | 5     | 0     | 1              | 0              | 22     | 0      |
| 2009/10 | Benfica           | Primeira Liga | 2          | 0          | 1     | 0     | 4              | 0              | 7      | 0      |
| 2010/11 | → Leicester City  | Championship  | 15         | 3          | 2     | 0     | —              | —              | 17     | 3      |
| 2011/12 | Benfica           | Primeira Liga | 3          | 0          | 2     | 0     | 4              | 0              | 9      | 0      |
| 2012/13 | Benfica           | Primeira Liga | 1          | 0          | 0     | 0     | 0              | 0              | 1      | 0      |
| 2013/14 | PAOK Saloniki     | Super League  | 24         | 4          | 4     | 0     | 8              | 1              | 36     | 5      |
| 2014/15 | PAOK Saloniki     | Super League  | 33         | 2          | 2     | 0     | 6              | 0              | 41     | 2      |
| 2015/16 | PAOK Saloniki     | Super League  | 26         | 2          | 4     | 0     | 8              | 0              | 40     | 2      |
| 2016/17 | Hapoel Beër Sjeva | Ligat Ha'Al   | 20         | 2          | 0     | 0     | 10             | 1              | 30     | 3      |
| 2017/18 | Hapoel Beër Sjeva | Ligat Ha'Al   | 7          | 1          | 2     | 0     | 6              | 1              | 15     | 2      |
| 2018/19 | Hapoel Beër Sjeva | Ligat Ha'Al   | 9          | 1          | 1     | 0     | —              | —              | 10     | 1      |
| 2019/20 | Hapoel Beër Sjeva | Ligat Ha'Al   | 29         | 3          | 4     | 1     | —              | —              | 10     | 1      |
| 2020/21 | Hapoel Beër Sjeva | Ligat Ha'Al   | 26         | 0          | 1     | 0     | 7              | 1              | 34     | 1      |
| 2021/22 | Hapoel Beër Sjeva | Ligat Ha'Al   | 33         | 5          | 5     | 1     | 6              | 0              | 44     | 6      |
| 2022/23 | Hapoel Beër Sjeva | Ligat Ha'Al   | 30         | 2          | 3     | 0     | 12             | 1              | 45     | 3      |
| 2023/24 | Hapoel Beër Sjeva | Ligat Ha'Al   | 27         | 4          | 5     | 0     | 4              | 1              | 36     | 5      |
| 2024/25 | Hapoel Beër Sjeva | Ligat Ha'Al   | 21         | 2          | 3     | 0     | 0              | 0              | 24     | 2      |
| Totaal  | Totaal            | Totaal        | 331        | 31         | 45    | 2     | 78             | 6              | 454    | 39     |

Bijgewerkt op 9 mei 2025.

## Interlandcarrière
Vítor speelde tussen 2006 en 2011 voor diverse Portugese jeugdelftallen. Hij startte in oktober 2021 het naturalisatieproces voor een Israëlisch staatsburgerschap, dat hij verkreeg op 1 mei 2022. Later die maand werd hij door bondscoach Willi Ruttensteiner opgeroepen voor het Israëlisch voetbalelftal. Hij maakte zijn debuut op 2 juni, tijdens een wedstrijd in de UEFA Nations League tegen IJsland. Liel Abada en Shon Weissman scoorden voor Israël en Þórir Jóhann Helgason en Arnór Sigurðsson voor IJsland: 2–2. Vítor mocht van Ruttensteiner in de basis beginnen en hij speelde het gehele duel mee. De andere Israëlische debutanten waren Doron Leidner (Hapoel Tel Aviv) en Mahmoud Jaber (Maccabi Haifa).
| Interlands van Miguel Vítor voor Israël | Interlands van Miguel Vítor voor Israël | Interlands van Miguel Vítor voor Israël | Interlands van Miguel Vítor voor Israël | Interlands van Miguel Vítor voor Israël | Interlands van Miguel Vítor voor Israël |
| №                                       | Datum                                   | Wedstrijd                               | Uitslag                                 | Competitie                              | Goals                                   |
| Als speler bij Hapoel Beër Sjeva        | Als speler bij Hapoel Beër Sjeva        | Als speler bij Hapoel Beër Sjeva        | Als speler bij Hapoel Beër Sjeva        | Als speler bij Hapoel Beër Sjeva        | Als speler bij Hapoel Beër Sjeva        |
| --------------------------------------- | --------------------------------------- | --------------------------------------- | --------------------------------------- | --------------------------------------- | --------------------------------------- |
| 1                                       | 2 juni 2022                             | Israël – IJsland                        | 2 – 2                                   | Nations League 2022/23                  |                                         |
| 2                                       | 10 juni 2022                            | Albanië – Israël                        | 1 – 2                                   | Nations League 2022/23                  |                                         |
| 3                                       | 13 juni 2022                            | IJsland – Israël                        | 2 – 2                                   | Nations League 2022/23                  |                                         |
| 4                                       | 24 september 2022                       | Israël – Albanië                        | 2 – 1                                   | Nations League 2022/23                  |                                         |
| 5                                       | 17 november 2022                        | Israël – Zambia                         | 4 – 2                                   | Vriendschappelijk                       |                                         |
| 6                                       | 25 maart 2023                           | Israël – Kosovo                         | 1 – 1                                   | EK 2024 kwalificatie                    |                                         |
| 7                                       | 28 maart 2023                           | Zwitserland – Israël                    | 3 – 0                                   | EK 2024 kwalificatie                    |                                         |
| 8                                       | 9 september 2023                        | Roemenië – Israël                       | 1 – 1                                   | EK 2024 kwalificatie                    |                                         |
| 9                                       | 12 september 2023                       | Israël – Wit-Rusland                    | 1 – 0                                   | EK 2024 kwalificatie                    |                                         |
| 10                                      | 12 november 2023                        | Kosovo – Israël                         | 1 – 0                                   | EK 2024 kwalificatie                    |                                         |
| 11                                      | 18 november 2023                        | Israël – Roemenië                       | 1 – 2                                   | EK 2024 kwalificatie                    |                                         |
| 12                                      | 21 maart 2024                           | Israël – IJsland                        | 1 – 4                                   | EK 2024 kwalificatie                    |                                         |

Bijgewerkt op 9 mei 2025.

## Erelijst
| Competitie        |         |                           |         |         |
| Competitie        | Aantal  | Jaren                     |         |         |
| Benfica           | Benfica | Benfica                   | Benfica | Benfica |
| ----------------- | ------- | ------------------------- | ------- | ------- |
| Primeira Liga     | 1       | 2009/10                   |         |         |
| Taça da Liga      | 3       | 2008/09, 2009/10, 2011/12 |         |         |
| Hapoel Beër Sjeva |         |                           |         |         |
| Ligat Ha'Al       | 2       | 2016/17, 2017/18          |         |         |
| State Cup         | 2       | 2019/20, 2021/22          |         |         |
| Toto Cup          | 1       | 2016/17                   |         |         |
| Super Cup         | 3       | 2016, 2017, 2022          |         |         |